# Siyoum Tesfaye
Siyoum Tesfaye (ur. 27 lutego 1988) – etiopski piłkarz grający na pozycji obrońcy.

## Kariera klubowa
Swoją karierę piłkarską Siyoum rozpoczął w klubie EEPCo ze stolicy kraju, Addis Abeby. W jego barwach zadebiutował w 2009 roku w pierwszej lidze etiopskiej. W 2010 roku przeszedł do innego stołecznego klubu, Dedebitu. Następnie grał w: Wolkite City FC, Jimma Aba Jifar FC i Ethiopian Coffee SC.

## Kariera reprezentacyjna
W reprezentacji Etiopii Siyoum zadebiutował w 2011 roku. W 2013 roku został powołany do kadry na Puchar Narodów Afryki 2013.